# Pachyloidellus
Pachyloidellus is een geslacht van hooiwagens uit de familie Gonyleptidae.
De wetenschappelijke naam Pachyloidellus is voor het eerst geldig gepubliceerd door Müller in 1918. 

## Soorten
Pachyloidellus omvat de volgende 3 soorten:
- Pachyloidellus butleri
- Pachyloidellus fulvigranulatus
- Pachyloidellus goliath